# Cypridopsis potamis
Cypridopsis potamis är en kräftdjursart som beskrevs av Tressler 1954. Cypridopsis potamis ingår i släktet Cypridopsis och familjen Cyprididae. Inga underarter finns listade i Catalogue of Life.